# 李易峰
李易峰（英語：Evan Li）1987年5月4日—，曾用名李贺，四川成都人，中國大陸男演员、歌手。2007年，參加《加油好男儿》選秀比赛出道，2009年开始参演影视剧，代表作《古劍奇譚》、《盗墓笔记》、《隐秘而伟大》等；2013年凭《老炮儿》获得第33届大众电影百花奖最佳男配角。2022年9月11日，李易峰因多次嫖娼被行政拘留，其演藝活動亦遭到中止。

## 演藝經歷

### 教育背景
李易峰2006年进入四川师范大学电影电视学院播音与主持系，并在2010年7月毕业获得学士学位。

### 2007年
2007年，李易峰在東方衛視選秀節目《加油好男兒》中獲得總決賽第八名及最具親和力獎，從而進入娛樂圈；11月，推出首支個人單曲《我愛的人傷我最深》 ；12月15日，發行首張個人EP專輯《四葉草》及個人首本半自傳寫真《時間總是在轉圈圈的》。

### 2008年至2013年
2008年5月13日，由李易峰作詞的四川地震公益歌曲《娃娃不哭》發布；7月20日發行概念EP《摩天輪》； 7月26日，在上海美琪大戏院舉行個人首場演唱會“2008我們易起峰”。
2009年，李易峰開始跨足影視圈，他最先出演了改編自日本同名動漫的青春勵志劇《加油！網球王子》，并在劇中飾演左博 ；5月17日，李易峰發行了首張個人專輯《小先生》，收錄了包括《我曾愛過的女孩》、《我要的幸福》等在內的10首歌曲。
2010年1月，他出演的都市愛情劇《幸福一定強》播出，並在劇中飾演陸森 ；10月29日他發布EP《那首歌》，收錄了包括《相愛那一年》、《那首歌》等在內的3首歌曲；2011年2月，出演的都市愛情劇《幸福一定強》續集《幸福最晴天》播出，李易峰在劇中飾演了項允超一角，並憑藉該劇獲得2011年國劇盛典「最佳新演員」獎 。10月，與林依晨、陳柏霖主演的愛情電影《戀愛恐慌症》上映，這是其第一部電影作品。
2012年1月，出演的都市愛情劇的“幸福三部曲”系列之《幸福三顆星》播出 ；4月份，在家庭倫理劇《真愛謊言》中飾演“自閉少爺”姜希宇；5月份，在古裝懸疑電視劇《赏金猎人》中飾演衙門捕快毓泰；8月，在都市愛情劇《愛的蜜方》飾演陳家三兒子陳立揚一角。2013年加入歡瑞世紀。同年10月，李易峰與李沁搭檔主演的家庭情感劇《千金歸來》播出，在劇是飾演男主角“初戀男神”林皓；該劇同時登陸東方、黑龍江、四川、雲南四大衛視黃金檔。他憑藉該劇獲得國劇盛典「最佳演藝偶像」獎、樂視盛典「最受歡迎男演員」獎。

### 2014年
2014年7月2日，由李易峰主演的古裝仙俠劇《古剑奇谭》首播。他在劇中飾演男主角百里屠蘇，並為該劇演唱插曲《劍傷》、《劍心》。8月1日，首發寫真書《壹刻》限量紀念版。同年7月，李易峰與陳意涵主演的都市青春勵志劇《小時代之摺紙時代》及古裝喜劇《歡天喜地俏冤家》相繼播出 ；同年與唐嫣搭檔主演年代劇《活色生香》 ，飾演男主角寧致遠，演唱片尾曲《心如玄鐵》。10月，主演改編自同名人氣小說網絡季播劇《盗墓笔记》，並在劇中飾演德國留學歸來，老九門吳家的小三爺吳邪。10月24日，獲ELLE風尚大典「年度新銳風尚藝人獎」。12月，接拍管虎導演劇情動作類電影《老炮兒》。12月17日，榮獲國劇盛典「內地最具人氣男演員」和「最具商業價值男演員」獎。12月26日，獲得「2014年度騰訊娛樂白皮書」「最受媒體關註明星」、「最被期待演員兩項榜單第一名」。

### 2015年
2015年1月31日和2月28日，分別在北京國家體育館和上海大舞台舉行“峰狂”Fan's Meeting演唱會。2月，接拍由何炅導演，黃磊監製的青春校園電影《栀子花开2015》，飾演男主角許諾。2月4日，主演民國傳奇電視劇《活色生香》開播。5月11日，李易峰首次登上2015年福布斯中國名人榜，位列第9名。6月4日，主演陳國輝導演的都市愛情電影《怦然星動》。6月8日，由其主演的2集網絡劇《我是你的喋喋phone》登陸騰訊視頻。6月12日，由其領銜主演的電視劇《盗墓笔记》首播；7月，他首次擔任制片人，投資製作的戶外探險真人秀《一起出發》，該節目其後於11月起在湖北衛視、黑龍江衛視同步播出。7月10日，主演的電影《栀子花开2015》上映。8月1日，主演同名小說改編電視劇《麻雀》，飾演雙面特工陳深。9月12日，出席第72屆威尼斯電影節，參與主演的電影《老炮兒》成為電影節閉幕影片。11月21日，加盟在北京工人體育館舉辦的“老炮兒”演唱會 。11月24日，推出個人單曲《請跟我聯絡》，該歌曲由林夕作詞、竇鵬作曲。12月3日，主演的電影《怦然星動》上映，在電影中飾演從小就有音樂夢想的大明星蘇星宇。12月24日，參與主演的電影《老炮兒》上映，電影票房累計破9億 人民幣。2015年度騰訊娛樂白皮書報告顯示，李易峰為最具商業價值明星第一名，同時入選《第一財經周刊》評選的”中國最具品牌價值明星榜“第一名。

### 2016年
2016年1月12日，主演小說《誅仙》改編的仙俠玄幻劇《青雲志》，飾演男主角張小凡（鬼厲）；2月，當選《环球人物》推出的“見證十年”中國社會變遷十大代表性人物；3月5日，擔任電影《蝙蝠俠大戰超人：正義黎明》中國區形象代言人；15日，亮相在韓國首爾舉辦的SIA亞洲風尚大典，作為唯一中國代表，獲“2016 SIA Style Icon”獎項。4月14日，出席在洛杉磯舉行的科比職業生涯謝幕戰，並進行現場解說。主演小說《心理罪畫像》改編電影《心理罪》。9月5日，主演的諜戰劇《麻雀》播出。9月24日，憑藉《老炮兒》獲得第33屆大眾電影百花獎「最佳男配角」獎。11月3日，獲得百度娛樂「年度人物」獎。12月8日，主演的古裝仙俠劇《青雲志2》正式網絡播放。同年，獲得騰訊視頻星光大賞“最受歡迎電視劇男演員”和“VIP年度之星”兩項大獎，並榮獲國劇盛典年度藝人。

### 2017年
2017年2月，由《電視指南》雜誌發布的2016年度“中國最具產業影響力電視劇男演員”榜單出爐，李易峰憑藉《麻雀》中內斂隱忍的陳深一角登上此榜。2月，主演由韓延執導的電影《动物世界》，飾演男主角鄭開司。5月18日，憑藉仙俠劇《青雲志》獲得第22屆華鼎獎「中國百強電視劇最佳男主角」。6月2日，李易峰作為全球風格論壇推廣大使暨成都青年代表亮相現場，與世界各地的創意人士一起，分享了他對於時尚文化領域與中國設計產業的見解， 7月27日，其參演的戰爭片《建军大业》上映，他在片中飾演何長工。8月11日，主演的犯罪懸疑電影《心理罪》上映。9月27日，李易峰領銜主演創業勵志電視劇《我在北京等你》，在劇中飾演一位生於紐約、瀟灑不羈的華裔律師徐天。

### 2018年至2021年
2018年1月1日，發行數字單曲《角色》。2月15日，與景甜、江疏影在2018年中央電視台春節聯歡晚會中表演歌曲《讚讚新時代》。 4月1日發行第二支單曲《渺小卻偉大》。6月29日，主演的電影《动物世界》上映，票房突破5億。8月25日，李易峰首個常駐綜藝《這！就是灌籃》每週六晚22:00點登陸浙江衛視和優酷同步播出。10月14日，在第29屆中國電視金鷹獎頒獎典禮上，憑藉諜戰劇《麻雀》中“陳深”一角榮獲獲得第12屆中國金鷹電視藝術節「最具人氣男演員」及第29屆中國電視金鷹獎「觀眾喜愛的男演員」兩項大獎，並成為歷屆最年輕的金鷹視帝。
2019年2月4日，與朱一龍在2019年中央廣播電視總台春節聯歡晚會中演出創意表演《青春躍起來》。4月9日，李易峰以策展人身份打造的“DREAM VISIT”個人藝術空間展於北京正式開幕，這是中國首個全新形式的明星專屬空間展。4月15日，李易峰加盟北京博众星和影视有限公司。4月20日，李易峰出席第九屆北京國際電影節閉幕式並擔任表演嘉賓和開獎嘉賓，現場表演歌舞節目《這就是電影》。4月29日，李易峰全新EP大碟《DREAM VISIT》上線，收錄包括《為時不晚》、《Shine Tonight》、《流浪過的地方》三首歌曲。  5月4日，李易峰“Dream Visit”生日音樂會在成都開唱。5月22日，加盟騰訊視頻推出的青春籃球競技真人秀《我要打籃球》，並擔任首發領隊。8月10日，參加在廣州市黃埔區廣州寶能國際體育演藝中心舉行的2019林書豪籃球明星賽。8月21日，參與錄製的青春籃球競技真人秀《我要打籃球》在騰訊視頻播出。8月25日，“慶祝新中國成立70週年”優秀電視劇百日展播活動啟動儀式在青島召開，李易峰攜入圍的兩部作品《隐秘而伟大》和《我在北京等你》出席本次活動，並與佟大為、李光潔同台演唱歌曲《紅旗飄飄》。
2020年2月23日，青春勵志劇《我在北京等你》在江蘇衛視、浙江衛視開播，他在劇中飾演一名有著雙重面孔的底層律師。5月，主演古裝奇幻電視劇《镜•双城》，在劇中飾演鮫人傀儡師蘇摹。10月1日，由張藝謀擔任總監製，寧浩擔任總導演的單元親情電影《我和我的家鄉》上映，李易峰在電影中主演由徐崢執導的《最後一課》單元。9月30日，參加2020央視國慶晚會《“中國夢•祖國頌”——2020國慶特別節目》，與容祖兒合唱歌曲《你安好我無恙》。10月20日，由中國視協演員工作委員會主辦的第七屆“中國電視好演員”網絡投票結果公佈，李易峰獲得中國電視好演員優秀演員（綠組男演員）；11月6日，主演年代劇《隐秘而伟大》在央視八套播出，他在劇是飾演怀揣著“匡扶正義、保護百姓”夢想的新人警察顧耀東。12月10日，與 周冬雨合作出演的推廣短片《談不了的戀愛》上映。
2021年2月11日，參加《2021年中央廣播電視總台春節聯歡晚會》，與成龍、李玟等演唱歌曲《明天會更好》 ；4月13日，領銜主演的中國首部火箭軍題材電視劇《號手就位》開播。5月9日，由其主演的緝毒題材懸疑劇《暗夜行者》正式開機，他在劇中一人分飾兩角駱翔和陳陌。7月1日，與張頌文、佟麗婭、彭昱暢領銜主演的電影《革命者》上映，在電影中飾演毛澤東。9月15日，歷時130天，由其主演的電視劇《暗夜行者》全組殺青。
2025年4月12日，李易峰在泰国曼谷举办「绿海之约」回归演唱会。

## 争议

### 撞車事故
2016年5月27日凌晨，李易峰在領取護照途中，駕駛藍寶堅尼跑車在北京市朝陽區大郊亭橋北側撞上橋墩，車頭左側損毀嚴重，無人員財產損失，而當時該車輛的臨時號牌已於2016年5月13日到期。事发后，李易峰未留在现场处理，而於同日上午，乘機前往摩納哥。同年6月12日，李易峰經紀人代繳納撞壞橋樑洩水管的賠償金6508元。6月16日，警方作出罰款2000元，扣24分的處罰。

### 嫖娼事件
關於李易峰涉及嫖娼的傳聞，最初是在2022年5月18日由一名微博網友流傳，並且隔日（5月19日）原本李易峰有份參與的品牌線上活動突然被取消，但當時警方沒有通告任何有關李易峰的消息。同年9月2日，李易峰缺席原定在杭州为某品牌站台宣传的活动，其涉及嫖娼的傳聞再度傳開。当天李易峰在微博上進行直播，提及自己身居北京，並聲稱是因疫情未能前往杭州，直播时长仅3分钟，這也是李易峰被封殺前最後一次露面。
9月10日，中央广播电视总台中秋晚会開始前的數小時，節目單臨時更改，李易峰表演環節被刪，当晚播出的中秋晚会李易峰亦沒有出現。同一天，最高人民檢察院及多個電視、廣告單位刪除與他相關的資訊。晚間，李易峰與工作室發布澄清聲明，聲稱此前的嫖娼傳聞都是謠言，「原本以為這麼離譜的事情，公眾都有明亮的雙眼，一個公眾人物是如何做到憑空消失15天的？一個公開透明的法制時代，誰有本事逃脫違法的後果？」，但澄清微博隨即遭到刪除。
9月11日，北京警方发布消息指「查获演员李某某，该人对多次嫖娼的违法事实供认不讳，其已被依法予以行政拘留」，随后央视新闻证实李某某為李易峰。當晚，與李易峰合作的13個品牌发表声明取消合作关系。华鼎奖组委会宣佈取消李易峰第22届华鼎奖“中国百强电视剧最佳男主角”和“全国观众最喜爱的影视明星”称号。9月15日，李易峰本人和工作室的微博都被封禁，其本人的百度贴吧亦遭到关闭。
中国新闻网對此称：“李易峰此前的辟谣显得无比可笑”。中国电视艺术家协会发表文章评论：“崇德尚艺是文艺工作者的基本要求，要是不洁身自好，要是触犯了法律法规，所谓功名都会烟消云散，所谓前途都会毁于一旦”。《中国妇女报》发表评论：“无论多么言之凿凿的表白，多么信誓旦旦的声明，多么感人至深的洗白，在事实真相面前，在法律和道德面前，都显得苍白且可笑”。

## 影视作品

### 电视剧
| 年份   | 剧名                 | 角色             | 演唱歌曲                                                 |
| 2009年 | 《加油！网球王子》   | 左博             |                                                          |
| 2010年 | 《幸福一定强》       | 陆森             | 演唱插曲《我曾爱过的女孩》                               |
| 2011年 | 《幸福最晴天》       | 项允超           | 演唱插曲《那首歌》及《记得我爱你》                       |
| 2012年 | 《幸福三颗星》       | 项允超           |                                                          |
| 2012年 | 《赏金猎人》         | 毓泰             | 演唱主题曲《江湖》                                       |
| 2012年 | 《真爱谎言》         | 姜希宇           | 演唱片尾曲《永远不分开》、插曲《那首歌》及《忘记要忘记》 |
| 2012年 | 《爱的蜜方》         | 陈立扬           |                                                          |
| 2013年 | 《千金归来》         | 林皓             |                                                          |
| 2014年 | 《古剑奇谭》         | 韩云溪／百里屠苏 | 演唱插曲《剑伤》、《剑心》                               |
| 2014年 | 《小时代之折纸时代》 | 简溪             |                                                          |
| 2014年 | 《欢天喜地俏冤家》   | 陈三六           |                                                          |
| 2015年 | 《活色生香》         | 宁致远           | 演唱片尾曲《心如玄铁》                                   |
| 2015年 | 《盗墓笔记》         | 吴邪             | 网络剧                                                   |
| 2016年 | 《青云志》           | 张小凡 / 鬼厉    |                                                          |
| 2016年 | 《麻雀》             | 陈深             |                                                          |
| 2016年 | 《青云志2》          | 张小凡 / 鬼厉    | 演唱插曲《时间裂缝》                                     |
| 2020年 | 《我在北京等你》     | 徐天             |                                                          |
| 2020年 | 《隐秘而伟大》       | 顾耀东           |                                                          |
| 2021年 | 《号手就位》         | 夏拙             |                                                          |
| 2022年 | 《镜·双城》          | 苏摹 / 純煌      |                                                          |
| 2022年 | 《暗夜行者》         | 陈陌 / 骆翔      | 网络剧                                                   |

### 电影
| 上映日期       | 電影名稱         | 角色   | 內地票房 |
| 2011年10月14日 | 《恋爱恐慌症》   | 崔艾伦 | 不適用   |
| 2015年7月10日  | 《栀子花开2015》 | 许诺   | 3.89亿   |
| 2015年12月3日  | 《怦然星动》     | 苏星宇 | 1.597亿  |
| 2015年12月24日 | 《老炮儿》       | 张晓波 | 9.02亿   |
| 2017年7月27日  | 《建军大业》     | 何长工 | 3.89亿   |
| 2017年8月11日  | 《心理罪》       | 方木   | 3.04亿   |
| 2018年6月29日  | 《动物世界》     | 郑开司 | 5.09亿   |
| 2020年10月1日  | 《我和我的家乡》 | 姜小峰 | 28.25亿  |
| 2021年7月1日   | 《革命者》       | 毛泽东 | 1.35億   |
| 待上映         | 《操场》         | 宗少斌 |          |

### 微电影
| 首映           | 片名                                             | 角色      | 导演、出品人     | 合作演员               |
| 2014年12月17日 | 2014最美表演                                     | 总裁      | 陈正道、李霄峰   |                        |
| 2015年1月16日  | 把乐带回家2015                                   | 儿子      | 李易峰           |                        |
| 2015年1月22日  | 康师傅饮品加你加年味舞狮篇                       | 小峰      | 韦正             | 魏宗万                 |
| 2015年5月20日  | 数字恋爱（特步广告TVC）                          | 子健      |                  |                        |
| 2015年6月8日   | 我是你的喋喋Phone（OPPO广告TVC）                 | 喋喋Phone | E.T Cha、V脸社长 | 梁婧娴                 |
| 2015年7月22日  | 谁是你的菜2015（乐事薯片微电影）                 |           | 钮承泽           | 郭采洁、张慧雯、羅志祥 |
| 2015年12月1日  | 爱在今天 即是永恒 (Forevermark永恒印记主题广告） |           |                  | 文咏珊                 |
| 2015年12月10日 | EOS M 携手李易峰 (佳能EOS M系列广告片）          |           |                  |                        |
| 2016年1月1日   | 把乐带回家之猴王世家 (百事可乐微电影）           |           |                  | 六小龄童               |
| 2016年1月22日  | 寻年传说 (2016康师傅贺岁大片）                   |           | 韦正             | 张艺兴、杨洋           |
| 2016年3月12日  | 充电5分钟 通话2小时（OPPO）                      |           |                  |                        |
| 2016年6月18日  | 你不只是你 （Olay）                              |           |                  |                        |
| 2016年6月23日  | 不止一面 大有看头（QQ瀏览器）                    |           |                  |                        |
| 2016年10月14日 | 解忧买手店（蘑菇街）                             |           |                  |                        |
| 2017年2月23日  | 肌密调查局（Olay）                               |           |                  |                        |
| 2017年3月22日  | 看不见的TA之时间裂缝（OPPO）                     |           | 黄进             | 焦俊艷                 |
| 2018年10月12日 | 《As Time Goes By 时间流逝》（VogueFilm&OPPO）   |           | 刘雨霖           |                        |
| 2019年5月3日   | 《青春与祖国同在》                               |           |                  |                        |
| 2020年12月10日 | 《谈不了的恋爱》（OPPO）                         | 李彬      | 曾国样           | 周冬雨                 |
| 2021年1月21日  | 《我和我的家乡味》（舒适达）                     |           | 田勋             |                        |

## 綜藝節目

### 固定綜藝節目
| 年份   | 日期              | 播出頻道      | 節目名稱     | 備註     |
| 2018年 | 8月11日至11月17日 | 優酷 浙江衛視 | 这！就是灌篮 | 固定領隊 |
| 2019年 | 8月21日至10月23日 | 騰訊視頻      | 我要打籃球   | 固定領隊 |
| 2021年 | 9月24日至         | 爱奇艺        | 最后的赢家   |          |

## 音乐作品

### 专辑
| 专辑数量 | 专辑名称        | 专辑類型 | 发行公司 | 发行日期       | 专辑曲目 |
| -------- | --------------- | -------- | -------- | -------------- | --- |
| 第一张   | 《四叶草》      | EP       | EQ唱片   | 2007年12月15日 | 1. 四叶草 2. 我爱的人伤我最深 |
| 第二张   | 《摩天轮》      | EP       | EQ唱片   | 2008年7月20日  | CD 1. 早安 摩天轮 2. 早安 摩天轮 钢琴solo 3. 摩天轮 晚安 4. 摩天轮 晚安 吉他solo DVD 1. 早安 摩天轮 MV 2. 摩天轮 晚安 MV 3. MV拍摄花絮                                                     |
| 第三张   | 《小先生》      | 专辑     | EQ唱片   | 2009年5月17日  | CD 1. 新闻 2. 我曾爱过的女孩 3. 勾一勾 4. 花泽类 5. 我要的幸福 6. 看穿 7. 全世界约好一起恋爱 8. 谁谁谁 9. 想写一首歌 10. 追!吊车尾 DVD 1. 我曾爱过的女孩MV 2. 看穿MV 3. 《小先生》制作特辑 |
| 第四张   | 《那首歌》      | EP       | 索尼音乐 | 2010年10月29日 | CD 1. 那首歌 2. 相爱那一年 3. 忘记要忘记 DVD 1. 那首歌 MV 2. 《那首歌》MV台湾行幕后拍摄花絮 特赠24页全彩写真册                                                                             |
| 第五张   | 《易峰情书》    | EP       | 索尼音乐 | 2014年11月10日 | 1. 那首歌 2. 相爱那一年 3. 忘记要忘记 4. 记得我爱你 5. 温柔心愿 6. 永远不分开 7. 记得我爱你（伴奏音乐） 8. 温柔心愿（伴奏音乐） 9. 永远不分开（伴奏音乐）                                  |
| 迷你专辑 | 《Dream Visit》 | EP       | 太合音乐 | 2019年4月29日  | 1. 为时不晚 2. Shine Tonight 3. 流浪过的地方 |

### 单曲
| 發行日期   | 歌曲名稱                       | 所屬專輯、备注                                                                                                   |
| ---------- | ------------------------------ | --- |
| 2007-05-27 | 《爱你等于爱自己》             | 收录于好男儿合辑《好男儿站出来2》                                                                                |
| 2008-05-13 | 《娃娃不哭》                   | 赈灾公益歌曲（李易峰作词）                                                                                       |
| 2008-05-13 | 《大放异彩》》（与胡海泉合唱） | 奥运单曲 |
| 2008-05-14 | 《相信爱》                     | 抗震救灾公益歌曲                                                                                                 |
| 2012-05-08 | 《江湖》                       | 电视剧《赏金猎人》片头曲                                                                                         |
| 2014-06-18 | 《剑伤》                       | 电视剧《古剑奇谭》插曲                                                                                           |
| 2014-07-02 | 《剑心》                       | 电视剧《古剑奇谭》插曲                                                                                           |
| 2014-11-11 | 《心如玄铁》                   | 电视剧《活色生香》片尾曲                                                                                         |
| 2014-12-03 | 《我要的現在就要》             | QQ浏览器微电影主題曲                                                                                             |
| 2015-06-09 | 《再见再见》                   | 电影《栀子花开》毕业季歌曲                                                                                       |
| 2015-06-15 | 《年少有你》                   | 电影《栀子花开》歌曲                                                                                             |
| 2015-11-24 | 《请跟我联络》                 | 电影《怦然星动》主题曲                                                                                           |
| 2015-12-22 | 《爱的代价》（与冯小刚合唱）   | 电影《老炮儿》宣传曲                                                                                             |
| 2016-12-13 | 《時間裂縫》                   | 电視劇《青雲志》插曲                                                                                             |
| 2017       | 《愛在春蕾》                   | 中國兒童少年基金會“春蕾計畫”主題曲                                                                               |
| 2018-1-1   | 《角色》                       | 2018-1-1 網易雲獨家上架 2018-1-10 台灣 FriDay KKBOX myMusic和 iTunes /amazon/ Apple music / Spotify /DEEZER 上架 |
| 2018-4-1   | 《渺小却伟大》                 | 2018-4-1 網易雲獨家上架                                                                                          |
| 2020-12-24 | 《与我共舞》                   | feat. 马赛克乐队                                                                                                 |
| 2022-3-14  | 《倒叙的生活》                 | 活生的叙倒 首一第 （页面存档备份，存于）                                                                         |

## 演唱會

### 个人演唱会
| 日期           | 節目名稱                          | 地點           |
| 2008年7月26日  | 《“我们易起峰”李易峰上海演唱會》  | 上海美琪大戲院 |
| 2015年1月31日  | 《“峰狂2015”Fan’s Meeting演唱會》 | 北京国家体育馆 |
| 2015年2月28日  | 《“峰狂2015”Fan’s Meeting演唱會》 | 上海大舞台     |
| 2015年5月3日   | 《“峰狂2015”Fan’s Meeting演唱會》 | 成都體育中心   |
| 2015年11月21日 | 《老炮兒演唱會》                  | 北京工人體育館 |

### 生日見面會
| 日期          | 節目名稱                          | 地點                           |
| 2016年5月25日 | 《一起，李易峰全球生日見面會》    | 北京國家奧林匹克體育中心體育館 |
| 2017年5月1日  | 《1987李易峰生日會—給未來的自己》 | 樂視生態體育中心               |
| 2018年4月30日 | 《李易峰生日嘉年華》              | 北京首都體育館                 |

## 个人写真
| 发行日期       | 写真名称                                | 内容                                               | 出版社             |
| 2007年12月15日 | 《时间总是在转圈圈的》—李易峰的私家电影 | * 随书附赠首张EP《四叶草》                         | 湖南少年儿童出版社 |
| 2014年8月1日   | 《壹刻—李易峰最好的时光》               | *半自传图文写真 * 预售限量纪念版10001册,另有正式版 | 金城出版社         |
| 2017年6月1日   | 《1987了》                              | 十年心路歷程隨筆記                                 | 浙江文藝出版社     |

## 主持经历
| 时间   | 电视台   | 节目名称       |
| 2008年 | 安徽卫视 | 《超级大赢家》 |
| 2010年 | 湖南卫视 | 《百科全说》   |

## 制片作品
| 首播时间       | 电视台   | 名称         | 类型   |
| 2015年11月15日 | 湖北卫视 | 《一起出发》 | 真人秀 |

## 奖项及荣誉
| 年份 | 頒獎典禮名稱                          | 獎項名稱                         | 作品         |
| 2007 | 加油!好男儿                           | 最佳亲和力奖、全国八强           |              |
| 2007 | CCTV票选                              | 新人王亚军                       |              |
| 2007 | CCTV                                  | 时尚达人冠军                     |              |
| 2008 | 秀time音乐大奖票选                    | 冠军                             | 四叶草       |
| 2008 | 东南劲爆音乐榜                        | 内地最佳新人奖                   | 摩天轮       |
| 2008 | 音乐风云榜新人盛典                    | 年度内地最佳新人EP奖             | 摩天轮       |
| 2009 | MusicRadio中国TOP排行榜               | 内地校园人气歌手奖               | 摩天轮       |
| 2010 | CCTV环球红歌颁奖盛典                  | 年度最具潜力艺人奖               | 小先生       |
| 2010 | 粉丝网五周年感恩庆典                  | 最具青春气质全能艺人奖           |              |
| 2011 | 优酷影视指数盛典                      | 开年新锐全能偶像奖               | 幸福最晴天   |
| 2011 | 2011国剧盛典                          | 最佳新人男演员奖                 | 幸福最晴天   |
| 2012 | MSN                                   | 星月风尚新锐                     |              |
| 2013 | 中国校园文艺榜中榜                    | 年度最受青少年喜爱的男演员       |              |
| 2013 | 2013国剧盛典                          | 最佳演艺偶像                     | 千金归来     |
| 2013 | 乐视盛典                              | 最受欢迎男演员                   | 千金归来     |
| 2014 | ELLE风尚大典                          | 年度风尚新锐艺人                 |              |
| 2014 | 芭莎男士品味成功年度人物颁奖盛典      | 年度绝对吸引力明星               |              |
| 2014 | 时尚先生年度先生盛典                  | 年度新势力                       |              |
| 2014 | 尖叫2015爱奇艺之夜                    | 年度最佳人气演员                 | 古剑奇谭     |
| 2014 | 2014国剧盛典                          | 最具人气男演员                   | 古剑奇谭     |
| 2014 | 2014国剧盛典                          | 最具商业价值男演员               |              |
| 2014 | 2014年百度沸點                        | 年度十大焦點人物                 |              |
| 2015 | GQ年度人物颁奖盛典                    | 年度流行艺人                     |              |
| 2016 | 应用宝星APP盛典                       | 互联网年度最受瞩目明星           |              |
| 2016 | SIA亚洲风尚大典                       | 年度STYLE ICON                   |              |
| 2016 | 第33届大众电影百花奖                  | 最佳男配角                       | 老炮儿       |
| 2016 | 百度娛樂                              | 年度藝人                         |              |
| 2016 | 第10屆音乐盛典咪咕汇                  | 十大金曲獎                       | 請跟我聯絡   |
| 2016 | 騰訊視頻星光大賞                      | 最受歡迎電視劇男演員             | 青雲志、麻雀 |
| 2016 | 騰訊視頻星光大賞                      | VIP年度之星                      |              |
| 2016 | 第16屆中國年度新銳榜                  | 年度藝人                         |              |
| 2016 | 2016國劇盛典                          | 年度藝人                         | 麻雀         |
| 2017 | 中國原創文學風雲榜                    | 最佳演繹演員獎                   | 青雲志       |
| 2017 | 第22屆华鼎奖 中国百强电视剧满意度调查 | 最佳男主角（取消）               | 青雲志       |
| 2017 | 第22屆华鼎奖 中国百强电视剧满意度调查 | 十年观众最喜欢的影视明星（取消） |              |
| 2017 | 上海微博電影之夜                      | 微博最受期待銀幕男神             |              |
| 2017 | 新傳智庫CC-smart明星价值榜单发布盛典  | 年度最有价值男明星               |              |
| 2017 | 第2屆微博電影之夜                     | 微博最受期待銀幕男神             |              |
| 2018 | 2017微博之夜                          | 微博年度热搜艺人                 |              |
| 2018 | 明星權力榜                            | 年度最受歡迎華語男演員           |              |
| 2018 | 明星權力榜                            | 年度人氣之星                     |              |
| 2018 | 2018微博電影之夜                      | 微博突破表現演員                 | 动物世界     |
| 2018 | 2018微博電影之夜                      | 微博最受期待電影                 | 动物世界     |
| 2018 | 第29屆中國電視金鷹獎                  | 觀眾喜愛的男演員獎               | 麻雀         |
| 2018 | 第12屆中國金鷹電視藝術節              | 最具人氣男演員                   | 麻雀         |
| 2018 | 2018年今日頭條                        | 年度爆發力演員                   |              |
| 2019 | 明星權力榜                            | 2018最受歡迎華語男演員           |              |
| 2019 | 2018微博之夜                          | 微博年度熱度人物                 |              |
| 2020 | 中国电视好演员                        | 绿组年度好演员                   |              |
| 2020 | 中国电视好演员                        | 綠組優秀演員                     |              |
| 2020 | GQ年度人物盛典                        | 年度向上力量                     |              |
| 2021 | 腾讯娱乐白皮书                        | 年度口碑价值艺人                 |              |
| 2021 | 抖音之夜                              | 年度温暖之星                     |              |
| 2021 | 时尚文化大赏                          | 年度影响力奖                     |              |
| 2022 | 2022 微博电影之夜                     | 年度最受瞩目演员                 |              |

## 慈善公益
- 2007年11月8日，李易峰參與騰訊公益慈善基金會、中國兒童少年基金會主辦，騰訊網協辦的“星光愛心行動”，為北京某打工子弟學校送去文體用具等愛心禮物，還親自給學生上體育課。
- 2017年8月8日，因四川九寨溝縣發生7.0級地震，李易峰向災區捐款60萬元人民幣[44]。
- 2016年11月24日，李易峰以匿名L先生名義向韓紅愛心慈善基金會捐款10萬元人民幣[45]，並親身參與進來真正體會環衛工人的辛苦[46]。
- 2020年1月26日，因新型冠状病毒引起的肺炎疫情，李易峰向捐款20萬元人民幣[47]。
- 2020年3月25日，李易峰從國外定制採購防護服，並向宜昌市第一人民醫院及三峽大學人民醫院捐贈5705套防護服[48]。
- 2021年7月21日，因河南暴雨引發嚴重洪災，李易峰向鄭州市紅十字會捐款150萬人民幣[49]。
- 2021年9月6日，黃曉明明天愛心基金發文表示決定攜手中華思源工程基金會、四川省科技扶貧基金會定向保障5支奮斗在震中地區的一線救援隊，並在文末感謝了李易峰等的有愛捐贈。